# Stratford Hall Plantation

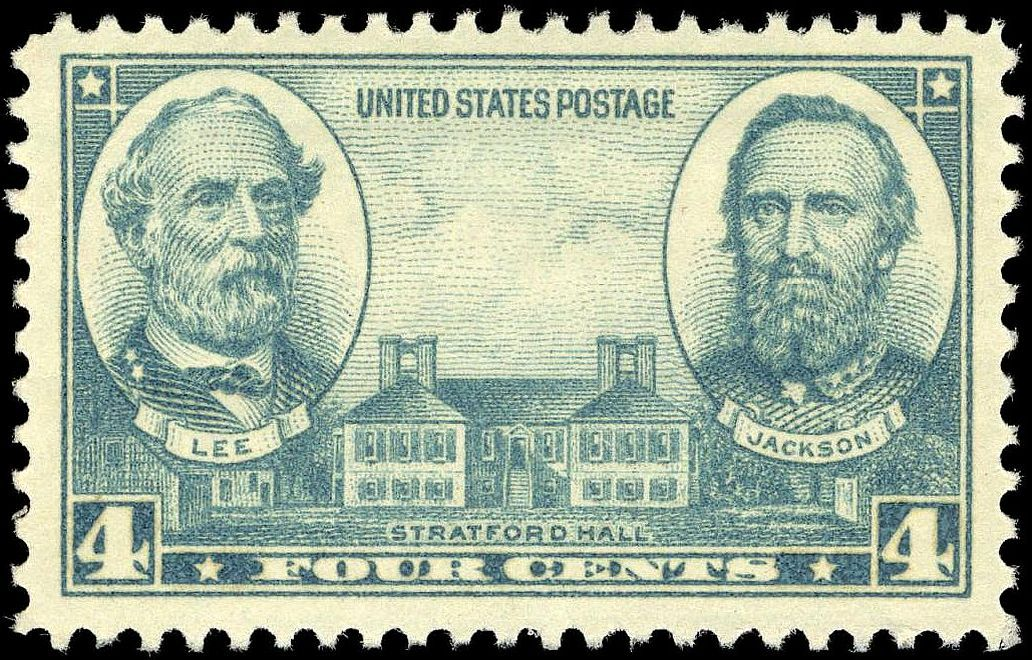
Znaczek pocztowy: generałowie Robert Lee (po lewej) oraz Thomas Jackson (po prawej) w środku Stratford Hall Plantation

Stratford Hall Plantation – plantacja w hrabstwie Westmoreland, w stanie Wirginia. Siedziba kilku pokoleń rodziny Lee.
Należała do generała Henry’ego Lee, bohatera wojny o niepodległość Stanów Zjednoczonych i ojca generała Skonfederowanych Stanów Ameryki Roberta E. Lee, który urodził się na plantacji w 1807 roku.
Obecnie plantacja udostępniana jest do zwiedzania.